# Hauts-de-Cergy
Le quartier des Hauts-de-Cergy, anciennement appelé Cergy-le-Haut, est une des trois fractions de la ville de Cergy (avec Axe Majeur / Horloge anciennement Cergy-Saint-Christophe, et Grand Centre anciennement Cergy-Préfecture). Située à l'extrême ouest de la commune, elle est en relation avec la ville de Courdimanche et donne son nom à la dernière gare de la branche ferroviaire de Cergy : la gare de Cergy-le-Haut.
Le quartier sort de terre au début des années 1990, avec les premières construction et ne cesse de s'agrandir toujours vers l'ouest et le parc naturel régional du Vexin français, depuis sa création.
Il est découpé en cinq ilots distincts :
- Atlantis ;
- Bontemps ;
- Centre Gare ;
- Nautilus ;
- Point du Jour.

Il comporte deux des cinq collèges de Cergy et un lycée :
- Collège des Explorateurs ;
- Collège le Moulin à Vent ;
- Lycée Jules Verne (en).

Les trains de la ligne A du RER d'Île-de-France (branche A3) et ceux de la branche Cergy de la ligne L du Transilien du réseau Transilien Paris Saint-Lazare desservent la gare de Cergy-le-Haut.